# Marina Sciocchetti
Marina Sciocchetti (Gallarate, 13 de noviembre de 1958) es una jinete italiana que compitió en la modalidad de concurso completo. Participó en dos Juegos Olímpicos de Verano en los años 1980 y 1984, obteniendo una medalla de plata en Moscú 1980 en la prueba por equipos.

## Palmarés internacional
| Juegos Olímpicos | Juegos Olímpicos | Juegos Olímpicos | Juegos Olímpicos |
| Año              | Lugar            | Medalla          | Categoría        |
| ---------------- | ---------------- | ---------------- | ---------------- |
| 1980             | Moscú (URSS)     | Medalla de plata | Por equipos      |